# 相棒 -劇場版III- 巨大密室! 特命係 絶海の孤島へ
『相棒 -劇場版III- 巨大密室! 特命係 絶海の孤島へ』（あいぼう げきじょうばん スリー きょだいみっしつ とくめいがかり ぜっかいのことうへ）は、2014年4月26日に全国東映系にて公開された日本映画であり、テレビ朝日系の刑事ドラマシリーズ『相棒』の劇場版第3作で、前作『相棒 -劇場版II- 警視庁占拠! 特命係の一番長い夜』以来、3年5か月ぶりの劇場版である。
杉下右京の相棒が神戸尊（及川光博）から甲斐享（成宮寛貴）に変わって以降、初の劇場版となっているが、前相棒である尊も登場するため、新旧の相棒が同一作品に登場する初の作品にもなっている。監督は和泉聖治、脚本は輿水泰弘。テレビ朝日開局55周年記念作品。
時系列は『相棒 劇場版II』から約3年後、season11とseason12の間の2013年に位置づけられており、season12 第1話で退職した三浦信輔も登場している。
本作はとある南の孤島を舞台で起きた民兵死亡事故に端を発し、前相棒の神戸尊が特命係を訪れ、その事故に関して調査するように促された杉下右京と甲斐享が現地を訪れ、そこで調査する内に国家の陰謀と思惑が絡んだ騒動と事件に発展していくストーリーが展開される。
公開前の2014年3月には、東宝配給のアニメ映画『名探偵コナン 異次元の狙撃手』とのコラボレーションも行われた。詳細は名探偵コナン 異次元の狙撃手#プロモーションを参照。

## ストーリー
警視庁に登庁した杉下右京と甲斐享は、組織犯罪対策5課の課長・角田六郎に「珍客が来ている。」と告げられる。
部屋に向かうとかつて特命係に在籍し、右京と共に数々の事件を解決に導いた神戸尊が待っていた。右京の紹介を通じ、特命係の「先輩」に挨拶を交わす享。
尊は「馬に蹴られて男性が死亡した事件を御存知ですか？」と問う。無論右京は知っていたが、尊は鳳凰島へ潜入し、事故と島の実態について調査してほしいと言う。
鳳凰島は、民間人が私有地として所有している島で、民間軍事会社の社員たちが寝食を共にし、厳しい訓練を行っていた。島には自衛隊を退官したOBばかりが揃い、密かに非合法兵器を製造していると言う噂が立っていた。その非合法兵器とは生物兵器であり、防衛省が活動を支援していたが、警察と自衛隊による複雑な因縁があるため、容易に手を出せない状況にあると告げる。
そこで、特命係に捜査させるよう、享の父・峯秋からの密命を受けて来たことを説明した尊は、強制はしないとしながらも八丈島経由の鳳凰島行きのチケットを置いて特命係を去っていった。残された二人は気が進まないとしながらも、実況見分と称して島へ向かう事にした。
八丈島署の刑事の案内により島に着いた二人は、民兵のリーダー格の神室司と挨拶をし、本拠地へ案内してもらう。早速捜査に乗り出した右京と享だが、その過程で単なる事故ではなく殺人という事を悟る。後に国防問題に端を発した、政府や防衛省の陰謀をも巻き込む、未曾有の事件に発展していく事を右京達はまだ知らなかった。

## 登場人物

### メインキャラクター
杉下右京
演 - 水谷豊
警視庁特命係係長 警部。冷静沈着で風変わりな変人だが、ずば抜けて高い推理力・洞察力を持ち、権力に迎合することなく難事件を解決する。紅茶通でもあり、様々な知識や雑学を披露する時もある。
甲斐享
演 - 成宮寛貴
警視庁特命係 巡査部長。元々は所轄の新米刑事だったが、ある事件を右京と共に解決した事がきっかけで右京に引き抜かれる形で特命係に異動した。以後、数々の事件を解決に導いている。
神戸尊
演 - 及川光博
警察庁長官官房付。元・特命係警部補。今回は右京と享を、警察庁が監視しているとある孤島（鳳凰島）に誘う。
甲斐峯秋
演 - 石坂浩二
警察庁次長 警視監。甲斐享の父。
今回は特命係の二人に対し、尊を通して民兵達が訓練をこなしながら暮らす孤島（鳳凰島）に捜査に向かうよう仕向け、後に伊丹達、捜査一課も送り込む役割を担う。
伊丹憲一
演 - 川原和久
警視庁捜査一課 巡査部長。三浦、芹沢ら“トリオ・ザ・捜一”リーダー格。
三浦信輔
演 - 大谷亮介
警視庁捜査一課 巡査部長。“トリオ・ザ・捜一”最年長でトリオのなだめ役。
芹沢慶二
演 - 山中崇史
警視庁捜査一課 巡査。“トリオ・ザ・捜一”。
角田六郎
演 - 山西惇
警視庁組織犯罪対策部組織犯罪対策第5課長 警視。「暇か？」と言って特命係の部屋で特命係のコーヒーを飲みながら油を売ったり、特命係に仕事を頼んだりしている。
米沢守
演 - 六角精児
警視庁刑事部鑑識課 巡査部長。右京と馬が合い、特命係への捜査協力を惜しまない強い味方。
大木長十郎、小松真琴
演 - 志水正義、久保田龍吉
警視庁組織犯罪対策部組織犯罪対策第5課 巡査部長。
内村完爾
演 - 片桐竜次
警視庁刑事部長 警視長。特命係を目の敵にする頑固者で面子を重視する。
中園照生
演 - 小野了
警視庁刑事部参事官 警視正。内村の腰巾着。
大河内春樹
演 - 神保悟志
警視庁警務部人事第一課首席監察官 警視正。尊とは旧知の仲で彼を気にかけている。
月本幸子
演 - 鈴木杏樹
小料理屋「花の里」二代目女将。
笛吹悦子
演 - 真飛聖
日本国際航空キャビンアテンダント。享の彼女。

### ゲストキャラクター
神室司
演 - 伊原剛志
元陸上自衛隊 普通科 三等陸佐。脚の負傷の後遺症で常に杖を突かないと歩けない。
高野志摩子
演 - 釈由美子
元陸上自衛隊 武器科 三等陸曹。民兵の紅一点。
岩代純也
演 - 瀬川亮
元陸上自衛官で現在は即応予備自衛官。33歳。若狭産業に勤務している。鳳凰島で死亡（当初、馬に蹴られて死亡と報道されている）した。
丹波元史
演 - 神尾佑
元陸上自衛隊 機甲科 陸曹長。
因幡義典
演 - 金児憲史
元陸上自衛隊 衛生科 三等陸尉。
相模太郎
演 - 渡邉紘平
元陸上自衛隊 化学科 二等陸曹。
三橋謙
演 - 生島勇輝
元陸上自衛隊 普通科 陸士長。
柿沼秀喜
演 - 中薗光博
元陸上自衛隊 普通科 陸士長。
桂浜泰三
演 - 六平直政
八丈島警察署の刑事。
綿貫孝雄
演 - 風間トオル
防衛省防衛政策局 次長補。峯秋とは、エルドビア大使館以来の旧知の仲。
松坂忠義
演 - 嶋田久作
防衛省陸上幕僚監部監理部長 陸将補。
多賀周治
演 - 渡辺大
陸上自衛隊 特殊作戦群。
栗山朔太郎
演 - 吉田鋼太郎
参議院議員 防衛大臣政務官。
若狭道彦
演 - 宅麻伸
若狭産業社長。
岩代達也
演 - 唐沢民賢
岩代の父。
岩代智子
演 - 島かおり
岩代の母。

## 制作
今作ではシリーズ初の沖縄ロケが敢行されている。4Kでの撮影。
シリーズ開始当初からメイン監督を務めてきた和泉聖治は本作公開後に放送されたseason14をもって制作から離れたため、本作は劇場映画で和泉が監督を務めた最後の作品となった。

## スタッフ
- 監督 - 和泉聖治[6]
- 脚本 - 輿水泰弘
- 音楽 - 池頼広
- 製作総指揮 - 早河洋
- エグゼクティブ・プロデューサー - 林雄一郎
- Co.エグゼクティブプロデューサ - 大川武宏
- プロデューサー - 松本基弘、伊東仁、遠藤英明、西平敦郎、土田真通
- アソシエイトプロデューサー - 村上弓
- 撮影 - 会田正裕
- 照明 - 大久保武志
- 録音 - 舛森強
- 音響効果 - 西村洋一
- 編集 - 只野信也
- 美術 - 近藤成之
- 装飾 - 山岸正一
- 監督補 - 東伸児
- 助監督 - 安養寺工、近藤一彦
- 音楽プロデューサー - 津島玄一
- 宣伝プロデューサー - 孤嶋健二郎
- 車両協力- NISSAN
- 製作 - 平城隆司、鈴木武幸、水谷晴夫、都築伸一郎、山本晋也、浅井賢二、木下直哉、樋泉実、大辻茂、笹栗哲朗、渡辺万由美
- 製作 - 「相棒-劇場版III-」パートナーズ（テレビ朝日、東映、トライサム、小学館、朝日放送、メ〜テレ、木下グループ、北海道テレビ放送、広島ホームテレビ、九州朝日放送、トップコート）
- 制作プロダクション - 東映東京撮影所、東映テレビ・プロダクション
- 配給 - 東映

## 公開
丸の内TOEI1他全国334スクリーンで公開され、公開初週土日2日間で動員21万2534人、興行収入2億7454万8100円の成績となり、日本の国内映画ランキングでは5位でスタートした。最終的な興行収入は21.2億円となった。

## Blu-ray / DVD
2014年10月8日発売。発売元はテレビ朝日、販売元はNBCユニバーサル・エンターテイメントジャパン。Blu-ray版は4K撮影マスターを使用した高画質仕様。
- 相棒 -劇場版III- 巨大密室! 特命係 絶海の孤島へ 通常版（1枚組）
  - 映像特典
    - 特報・劇場予告編
    - 「相棒 -劇場版III-」のココがスゴイ
- 相棒 -劇場版III- 巨大密室! 特命係 絶海の孤島へ 豪華版BOX（5枚組・初回完全限定生産）
  - ディスク1：本編ディスク（通常版と共通）
  - ディスク2：特典DVD1
    - Making of 「相棒 -劇場版III-」

  - ディスク3：特典DVD2
    - キャスト・インタビュー

  - ディスク4：特典DVD3
    - 製作報告会見
    - 列島横断! 完成披露上映会
    - TOKYOプレミアムイベント（レッドカーペットイベント / 舞台挨拶）

  - ディスク5：特典DVD4
    - 初日舞台挨拶
    - 大ヒット御礼舞台挨拶
    - PR映像集

  - 封入特典
    - 特製ブックレット

  - デジスタック一体型特製オリジナルケース仕様

## テレビ放送
| 回数 | テレビ局   | 番組名（放送枠名） | 放送日        | 放送時間      | 放送分数 | 視聴率 | 備考 |
| ---- | ---------- | ------------------ | ------------- | ------------- | -------- | ------ | --- |
| 1    | テレビ朝日 | 日曜洋画劇場       | 2015年4月19日 | 21:00 - 23:19 | 139分    | 13.2%  | |
| 2    | テレビ朝日 | 日曜洋画劇場       | 2016年10月9日 | 21:00 - 23:19 | 139分    | 10.5%  | season15のスタートを記念した特別企画。 杉下右京（水谷豊）と冠城亘（反町隆史）からのスペシャルメッセージ、『相棒 -劇場版IV- 首都クライシス 人質は50万人! 特命係 最後の決断』の特別映像が放送された。 |
| 3    | テレビ朝日 |                    | 2018年1月21日 | 20:00 - 22:15 | 135分    | 9.2%   | この時は『相棒』シリーズ放送300回を記念した特別企画として放送。 |

- 視聴率はビデオリサーチ調べ、関東地区・世帯・リアルタイム。

## 相棒 -劇場版III- 序章
『相棒 -劇場版III- 序章』（あいぼう げきじょうばん スリー じょしょう）は、映画公開前よりNTTドコモが展開するdビデオで、2014年3月29日から4月19日まで配信された携帯動画ドラマ。本作は右京と享が事件を解決していくのではなく、過去にトリオ・ザ・捜一が解決した事件の内容を、その事件のファイルを読みながら解決までの過程を紐解いていく形となる。そのため、2つの時系列を交互に展開していく形となり、右京達が調書を読んでいる時点では、『劇場版III』での事件の直後となる2013年初夏となり、トリオ・ザ・捜一が本作での事件を捜査している時点ではseason10とseason11の間の2012年6月に位置する。4月26日に公開された『劇場版III』に繋がるエピソードが明かされる。

### キャスト（序章）
- 杉下右京 - 水谷豊
- 甲斐享 - 成宮寛貴
- 伊丹憲一 - 川原和久
- 三浦信輔 - 大谷亮介
- 芹沢慶二 - 山中崇史
- 角田六郎 - 山西惇
- 米沢守 - 六角精児
- 内村完爾 - 片桐竜次
- 中園照生 - 小野了
- 梶山祥夫 - 東根作寿英
- 梶山夏実 - 森脇英理子
- 井上浩和 - 寺十吾
- 松坂忠義 - 嶋田久作
- 高野志摩子 - 釈由美子
- 綿貫孝雄 - 風間トオル

### スタッフ（序章）
- 監督 - 近藤俊明
- 脚本 - 戸田山雅司
- 音楽 - 池頼広
- ゼネラルプロデューサー - 松本基弘
- プロデューサー - 伊東仁、西平敦郎、土田真通
- 撮影 - 笹村彰
- 美術 - 伊藤茂
- 編集 - 只野信也
- 照明 - 中島淳司
- VE - 澤野晃
- 選曲 - 辻田昇司
- MA - 藤沢信介
- 持道具 - 榊さくら
- ヘアメイク - 山北真佐美
- 褐演 - 船越幹雄
- 助監督 - 小波津靖
- 車輛 - ストロングワーク
- 制作デスク - 橋本憲
- 録音 - 今井善孝
- スクリプター - 広川貴美子
- 音響効果 - 渡邊基
- EED - 横田勇一
- セット付 - 望月寿久
- スタイリスト - 斎藤真喜子
- プログラミング - 高山元勝
- ロケハン担当 - 松原剛
- 制作担当 - 青木啓二
- ラインプロデューサー - 今村勝範
- 装飾 - 山本信毅
- 衣装 - 村上晶子
- 殺陣 - 二家本辰己
- スチール - 阿部昌弘
- 劇用車 - インペリアル
- 宣伝 - 西尾浩太郎
- 編成 - 尾木晴佳
- コンテツビジネス - 白倉由紀子
- ホームページ - 越沼真理子
- BeeTV制作 - 柳﨑芳夫、三宅裕士、内部健太郎、原祐樹
- BeeTV編成 - 森下正樹、佐藤修弘
- BeeTV宣伝 - 佃田淳、大井奈津子、米澤孝浩
- 協力 - アップサイド、紀和美建、東京美工、高津装飾美術、東京衣装、WEST RURIE、東映ラポ・テック、東映デジタルラボ
- 制作協力 - BeeTV
- 制作著作 - テレビ朝日、東映

### 配信日程
| 話数  | 配信日        | サブタイトル |
| ----- | ------------- | ------------ |
| 第1話 | 2014年3月29日 | 密室         |
| 第2話 | 4月05日       | 謎の女       |
| 第3話 | 4月12日       | 隠蔽         |
| 第4話 | 4月19日       | 真相         |

### 地上波での放送日程
| 放送局           | 放送日程              |
| ---------------- | --------------------- |
| 朝日放送         | 4月22日 16:00 - 16:56 |
| 九州朝日放送     | 4月28日 15:58 - 16:54 |
| 福島放送         | 4月29日 13:05 - 14:00 |
| 琉球朝日放送     | 5月02日 16:00 - 16:56 |
| 広島ホームテレビ | 5月03日 09:30 - 10:30 |
| テレビ朝日       | 5月03日 16:25 - 17:25 |
| 静岡朝日テレビ   | 5月05日 13:05 - 14:00 |
| 山形テレビ       | 5月06日 15:00 - 15:56 |
| 青森朝日放送     | 5月09日 15:55 - 16:53 |
| 長野朝日放送     | 5月17日 14:25 - 15:25 |
| 瀬戸内海放送     | 5月26日 15:45 - 16:45 |